# ガッツポン
『ガッツポン』は、日本の出版社・小池書院が編集・発行していた隔月刊漫画雑誌。2011年10月8日創刊。

## 概要
漫画原作者の小池一夫が編集長として自ら立ち上げたもの。作家には小池を中心にその弟子や知己が名を連ねている。
このため多くが小池作品の続編ないしスピンオフであるが、オリジナル作品も掲載されている。
スローガンは「『ガッツ　ポン！』は『ガッツ　ニッポン！』の鯨波の声である。いまこそ日本人のガッツが求められるとき。いざ！いざ！ガッツ。マンガも『ガッツ　ニッポン！』」。
発刊当初は隔月刊であったが、vol.4より季刊となり、vol.5より後の刊行はされていない。

## 連載作品
※は続編ないしスピンオフ。
- 新・弐十手物語　つるじろう （原作・小池一夫、作画・神江里見）※
- そして - 子連れ狼 刺客の子 （原作・小池一夫、作画・森秀樹）※
- 地獄楽まんだら（原作・小池一夫、作画・これかわかずとも）
- 異聞・花と蛇 （原作・小池一夫、作画・叶精作、協力・団鬼六事務所）
- クライングフリーマンNEXT （原作・小市ケン、作画・柳澤一明）※
- 傷追い人SPINOFF （原作・山田一郎、作画・はるなさやつぐ[2]）※
- I・AM… （原作・鈴木尽星、作画・西出ケンゴロー）
- ヒキツイッター （日涌祐）
- 酒場徘徊録 日和散樽 （原作・伊勢幸祐、作画・井戸えもん）
- シェーラ様は・魔神 （原作・八橋賢一郎、作画・平野仁）
- 八重子らんしょ! （江崎ころすけ） - 新島八重を主人公とする。
- ニッチモ （長野亮）

## 読切作品
- TOBIMARU （清水喜弘）
- 紅あざみ （原作・小池一夫、作画・神江里見）
- 抜いてあげるよ （寝猫）
- みかんの花咲くころ （中村匡助）
- 剣犬刃 （桃山明慶）